# 근친상간
근친상간(近親相姦, 영어: incest)은 가족이나 친척 인척들 사이의 성교 및 이에 준하는 성적 행위를 말한다. 이는 세계 대부분의 문화권에서 금기시되고 있으나, 그 범위와 정도는 문화에 따라 다르다. 문화권에 따라 핏줄에 따른 유전적 관계가 있는 이들 사이의 관계만을 금하거나, 입양이나 부모의 결혼 등을 통해 한 가족이 된 이들 사이의 관계도 금지하는 경우도 존재한다.

## 근친교배와의 차이
근친상간은 사회적으로 터부시되는 성적 활동으로서, 보편적으로 결혼하기에는 너무 가까운 사이로 생각되는 사람 간에 일어나는 사회문화적 현상을 말한다. 반면 근친교배는 유전적으로 가까운 사이에서 일어나는 생식을 말하는 유전학 용어이다.
많은 사회에서 근친상간과 근친교배는 정의 상관관계를 가진다. 예를 들면 유전적으로 근접한 사이에서의 성관계는 근친상간이다. 그러나 다른 사회에서 이 상관관계는 명확하지 않을 수도 있다. 많은 문화권에서 평행사촌 간의 관계는 근친상간적으로 간주하지만 교차사촌 간의 관계는 그렇지 않다고 생각한다. 실제로는 평행사촌과 교자사촌의 유전적 근접성은 같다. 한편 유전적 관계가 없어도 근친상간으로 간주되기도 한다. 계부모에게서 온 형제들, 처형제, 시형제 등과의 성관계는 근친교배에는 해당되지 않지만 일반적으로 근친상간이라 여겨진다.

### 동물의 근친교배
어떤 종은 (가장 잘 알려진 것은 침팬지의 일종인 보노보), 가까운 친척 사이의 성적활동을 다툼의 해결이나 인사의 수단으로 사용한다.
근친교배는 (부모 자식간을 포함하여) 몇몇 종에서 관찰되고 있으나, 부모의 행동이나 권력 서열 구조가 근친상간을 막기도 한다. 예를 들면 자손, 특히 숫놈의 자손은 성적으로 성숙하게 되면 어미에 의해 내쫓기곤 한다.
근친교배는 무리에서 동형접합자(homozygotes)의 비율을 늘인다. 무리의 규모에 따라 그리고 근친교배가 일어난 세대의 길이에 따라 동형접합자는 늘거나 줄어든다. 또한 동물의 개체수가 줄어들어 다른 핏줄이 없는 경우에 이루어진다. 예로 한반도와 러시아 연해주에 서식하는 아무르표범으로 대한민국, 조선민주주의인민공화국, 러시아 연방에 70여마리정도로 근친교배로 수가 줄고 있다.

## 유전학
생존에 불리한 유전자는 그렇지 않은 유전자에 비해 압도적 소수인 데다가, 많은 경우 열성인(부모로부터 동일한 유전자를 받은 경우에만 그 형질이 나타나는 유전자를 열성유전자, 어느 한쪽 부모에서만 그 유전자를 받은 경우 형질이 나타나는 유전자를 우성 유전자라고 한다) 것은 자명하다. 왜냐 하면, 그런 유전자가 겉으로 드러난 개체는 자손을 남길 때까지 생존하는 것은 곤란하여, 따라서 많은 생존에 불리한 우성 유전자는 자손에게 계승되기 어려워, 결과로서 도태되어 왔기 때문이다.
생물학자가 근교 약세라고 부르는 것처럼 근친상간에 의해 아이가 태어난 경우, 그 아이는 유전적 질환이나 죽음을 부르기 쉽다. 근친 교배에 있어서는, 부부가 공통된 조상을 가지기 때문에, 그 양자가 같은 종류의 열성 유전자를 똑같이 나누어 공유할 가능성이 높아진다. 그 때문에, 열성 유전자라는 모습으로 은폐되어 있는, 장애를 가지게 하거나 치사율이 높은 유전자가 증상으로 발전하기 쉽다. 근친상간이 아닌 경우는 설령 양방에 특수한 형질에 관한 유전자가 있더라도, 또 한쪽 어버이에게는 그것을 무효화하는 우성 유전자가 있는 경우가 많아, 그 형질이 아이에게 나타나는 경우는 적다.
http://www.genesus.com/ko/technical-report-inbreeding/

## 심리학
동물들은 매우 이례적인 경우에만 근친교배를 한다. 주 인구집단이 정체되거나 축산업자가 인공적으로 시킬 때이다. Pusey 와 Worf의 연구(1996), Penn 과 Potts의 연구(1999) 두 연구 모두 어떤 종의 동물은 친족 인식법을 통해 근친교배에 대해 진화된 심리적 혐오를 가지고 있다는 것을 밝혀냈다.
진화심리학자들은 사람도 똑같은 심리 기전을 가져야 한다고 토론해왔다. 웨스터마크 효과가 이것을 설명하는 강력한 증거이다. 웨스터마크 효과란 태어나서부터 5년이나 10년 정도 같이 양육된 아이들은 서로에 대한 성적 욕망을 억제한다는 것이다. 현재 웨스터마크 가설의 중요한 연구에서 인류학자 멜포드 스피로(Melford E. Spiro)는 형제간 근친교배 혐오가 공동주거와 관계있는 게 확실하다고 설명하였다.
1950년대 이스라엘의 집단농장인 키리야트 예디딤 키부츠에서 공동양육된 어린이들에 대한 코호트연구에서 스피로는 그들이 어른이 되었을 때 결혼하는 경우가 실질적으로 거의 없다는 것을 발견하였다. 양쪽 부모와 지역사회의 결혼하라는 성화가 있었음에도 그렇다. 형제, 자매로서 함께 자라난 사회적 경험은 그들이 비록 유전적으로 관계가 없더라도 근친상간 혐오를 만들어낸다.
다른 연구들도 함께 자란 어린이들이 어떤 심리적 기전에 의해 서로에 대한 성적 매력을 느끼지 못한다는 가설을 뒷받침해준다. 스피로의 연구는 폭스(Fox)의 연구(1962)에 의하여 더욱 확실하게 되었다. 그는 비슷한 결과를 이스라엘 집단농장(키부츠)에서 찾았다.
울프(Wolf)와 후앙(Huang)(1980)은 비슷한 혐오를 타이완의 '어린이 결혼'에서 찾아냈다. 미래의 신부감을 남자 아이네 가족으로 데려와 키우는데, 둘을 신방에 들게 하는 일은 아주 어렵다는 것이다. 둘 사이의 자녀출산도 적다.
리버만(Lieberman)과 그외 사람의 연구(2003)에서 밝혀낸 사실은 어린시절 이성(친형제이든 아니든)과 함께 거주한 경우, 제3자의 남매 근친상간에 대해 도덕적으로 강한 반감을 가진다는 것이다.
어린시절 서로 몰랐던 친남매가 성인이 되어 만났을 때 서로 강하게 끌린다는 것은 이례적인 일이 아니다.

## 내부혼과 외부혼
인류학자들은 결혼이란 외부혼(exogamy)과 내부혼(endogamy)의 법칙에 의해 행해진다는 것을 발견했다. 외부혼이란 다른 그룹 사이의 결혼이고 내부혼이란 내부 그룹 사이의 결혼이다. 그렇다면 내부 그룹, 외부 그룹의 기준이 되는 그룹이란 어떤 것인가. 사회에 따라 상당히 큰 차이가 있다. 많은 계층화된 사회에서 결혼은 자신의 핵가족 밖에서 이뤄져야 한다. 이는 외부혼의 한 형태이다. 그러나 동시에 결혼은 비슷한 계급, 인종, 종교를 갖는 사람과 이뤄지도록 권장된다. 이것이 내부혼의 형태이다. 이 예에서 외부혼의 그룹은 작고 내부혼의 그룹은 크다. 그러나 어떤 사회에서는 외부혼과 내부혼의 기준이 되는 그룹의 크기가 같다. 예를 들면 사회가 씨족과 가계에 의해 나뉜 경우에 그렇다.
그런 사회에서 많은 경우 씨족과 가계는 부모 중 한쪽을 통해서만 상속된다. 자신의 씨족과 가계의 일원과 하는 섹스는 (비록 부모 중 한쪽과 같은 혈통이고 유전적으로 매우 먼 관계일지라도) 근친상간으로 간주된다. 반면 다른 부모쪽의 가계와 하는 섹스는 (유전적으로 매우 가까울지라도) 근친상간으로 간주되지 않는다. 다른 이유로 나쁘다는 평가를 받을 수는 있다. 한국의 경우 과거 아버지 쪽 동성동본은 100촌이던 200촌이던 결혼이 불가능했고, 어머니 쪽은 몇 촌 이상만 벗어나면 결혼이 가능했던 것이 그 예이다.
예를 들면 트로브리안드 군도(Trobriand Islands) 주민은 남자와 그의 엄마, 여자와 그의 아빠와의 성관계를 금한다. 그러나 그들은 이 금지를 매우 다른 방식으로 설명한다. 남자와 그 엄마와의 성관계는 같은 씨족간의 일이기에 금한다. 여자와 그의 아빠와의 관계는 다르다. 왜냐하면 트로브리언드 사람들은 모계를 따른다. 아이는 어머니의 계보를 따른다. 그러므로 남자와 그의 이모와의 관계도 근친상간이다. 그러나 고모와의 관계는 근친상간이 아니다. 정말로 남자는 그의 고모와 농탕치는 관계를 종종 갖기도 한다. 그리고 고종사촌 누이와 성관계를 갖거나 결혼하기도 한다. 인류학자들은 가설을 설정하기를 이런 사회에서는 근친상간의 터부가 외부혼을 강화하고, 씨족과 혈통 사이의 사회적 유대가 다른 그룹간 결혼을 통해 유지된다고 보았다.
중국과 인도 사회에서는 매우 넓은 외부혼 관념을 가지고 있다. 같은 성씨들끼리의 결혼도 금지되었다.
어떤 문화에서는 결혼으로 맺어진 친척도 근친상간 금지에 넣었다. 이런 관계는 혈연이라 하지 않고 '혈연 외 인척'(affinity)이라고 한다. 예를 들면 홀아비가 죽은 아내의 누이와 결혼하는 것에 대한 도덕성, 합법성은 영국에서 19세기에 길고 격렬한 논쟁의 주제였다. 매슈 볼턴도 그런 결혼을 한 사람으로서 논쟁이 대상이 되었다. 중세 유럽에서 아이의 대부가 되는 것 또한 혈연외 인척관계가 되는 것이다.

## 형태

### 부모 근친상간
부모가 범하는 아이들에 대한 근친상간은 일반적으로 아동학대로 여겨진다.

### 형제 근친상간
미국 Floyd Martinson의 연구에 의하면 비슷한 또래의 남매 사이의 합의된 근친상간은 드물지 않다. 약 10~15%의 대학생들이 어린시절 남매사이의 성적 경험이 있었다고 한다. 그러나 성적 경험이 있던 사람중의 5~10% 정도가 성교를 하였으므로 대부분은 어린시절의 성적 감정에 해당한다. 간혹 시체를 근친하는 경우도 있다.

### 사촌과 친척 간의 성관계
많은 서구사회에서 근친상간은 가족 내의 금지된 성관계를 말한다. 그런데 여기서 가족의 범위는 변할 수 있다. 미국 내에서 사촌간의 결혼은 어떤 주에서는 불법이고 어떤 주에서는 합법이다. 사회학자들은 미국내의 결혼법에 대해 두개의 범주로 나누어 놓았다. 하나는 근친상간의 정의를 성경에서 따온 것이다. 성경에서 따온 법률은 가계 내 결혼에 대해 반대하고 혈연 내 결혼에 대해서는 덜 엄격하다. 다른 법은 혈연 내 결혼에 대해 반대하고(예.사촌간) 가계 내 결혼에 대해서는 덜 엄격하다.
미국의 24개 주는 사촌간의 결혼을 금지한다. 다른 7개주는 사촌간 결혼을 특별한 상황에서 허용한다. 예를 들어 유타주는 두 배우자의 65세 이상인 경우 또는 55세 이상이면서 생식 불능인 경우 사촌간 결혼을 허용한다. 노스캐롤라이나주는 그들이 이중으로 사촌인 경우(두 계보 이상으로 동시에 사촌인 경우)가 아니면 허용한다. 메인주는 유전상담을 받은 확인서를 가져오면 허용한다. 다른 몇 개 주, 애리조나주, 일리노이주, 인디애나주, 위스콘신주의 경우 사촌간 결혼을 제한하지만 절대적이지는 않다.
미국의 경우 사촌간 결혼에 아무 제한이 없는 주는 앨라배마, 알래스카, 캘리포니아, 콜로라도, 코네티컷, 플로리다, 조지아, 하와이, 메릴랜드, 매사추세츠, 뉴저지, 뉴멕시코, 뉴욕, 로드아일랜드, 사우스캐롤라이나, 테네시, 버몬트, 버지니아, 컬럼비아 특별구 등이다.
사촌간 결혼이 불법인 미국의 주는 아칸소주, 델라웨어주, 아이다호주, 캔자스주, 켄터키주, 루이지애나주, 미시간주, 미네소타주, 미시시피주, 미주리주, 몬태나주, 네브래스카주, 네바다주, 뉴햄프셔주, 노스다코타주, 오하이오주, 오클라호마주, 오리건주, 펜실베이니아주, 사우스다코타주, 텍사스주(2005년 9월 1일부터 금지, 이전의 결혼은 인정), 워싱턴주, 웨스트버지니아주, 와이오밍주 등이다. 미국의 헌법에 따른 해석은 다른 주에서의 사촌간 결혼에 대해 'full faith and credit'의 원칙대로 인정하라는 것이었지만 위의 주들은 그렇지 않다. 그러나 미국의 연방대법원의 판결이 없는 한 'Full Faith and Credit'조항의 범위는 이 경우 명확하지 않다. 다른 주의 사촌간 결혼을 인정한다면 매사추세츠주의 동성간 결혼도 다른 주에서 인정해야 된다는 함축적 의미가 된다. 위 헌법 조항에 대해 논쟁도 있었고 달리 판결한 예도 있다. 어떤 주는 (위스콘신 같은 경우)'해외 결혼'에 관한 법이 있는데, 이법은 그 주의 결혼 제한을 피하기 위해 외국이나 다른 주에서 한 결혼을 무효화한다.

## 법률 관계

### 범죄성의 정도
미국 많은 주의 법은 근친상간의 정도를 나눠서 인식하고 있다. 가장 가까운 관계, 즉 아버지-딸, 어머니-아들, 남매간은 심각하게 다룬다. 반면 좀 더 먼 친척간(사촌간이나 반사촌간)에 이루어진 성교는) 혐의가 덜한 편이다. 뉴욕주에서 가까운 혈연간 근친상간은 징역 최고 4년의 중죄이지만, 먼 친척간에는 경범죄로 처벌한다. 많은 근친상간 관련 법에서는 질 삽입 성교외의 성적행위(구강성교 같은)나 동성 친척간의 성적 활동을 명시적으로 금지하지는 않는다. (양쪽 다 미성년이면 처벌될 수도 있다.)
호주에서는 자녀와의 근친상간의 경우 그 자녀가 성인일지라도 징역 최고 25년, 형제나 이복형제사이의 경우 최고 5년형으로 처벌될 수 있다.
앤드루 박스(Andrew Vachss)는 수년 간 미국 법에 있는 근친상간의 헛점을 다음과 같이 지적했다.
'뉴욕의 법(다른 주들도 비슷함)은 범죄자중 특별한 경우에 대한 특권의 가능성을 허용한다. 범죄자가 먹이감과 친척인 경우이다. 즉 형법은 피해자를 양육한 아동 강간자에게는 감형을 해주는 것이다. 뉴욕에서 11세 이하와의 섹스는 징역 25년까지 될 수 있는 B등급 중죄이다. 그 법은 성범죄 장에 제대로 가있다. 그러나 피해자가 범인의 친척인 경우 주 법은 매우 관대한 처분을 내린다. 그런 경우 검사는 근친상간 조항같은 것을 골라 기소하는데이 법은 성범죄 장이 아니라 법률책의 간통 조항 옆에 있는 '부부 관계에 대한 위협' 항목에 있다. 이것은 E등급 중죄로 집행유예까지도 가능한 것이다.'
대한민국에서는 합의에 의한 경우 근친상간죄를 규정하고 있지 않다. 다만 강제적으로 이뤄진 경우 강간죄보다 가중 처벌된다. 성폭력범죄의 처벌 등에 관한 특례법 5조에서 이를 규정한다.

### 성인 근친상간
성인인 남매간 같은 성인간의 근친상간의 관계는 많은 나라에서 불법이다. 그런데 이 법에 대한 의문이 제기되어 왔다. 그들이 자녀를 갖지 않는다면 다른 사람 누구에게도 피해를 주는 것이 아니므로 범죄로 규정하지 말아야 된다는 것이다. 성인 근친상간에 관한 법을 폐지하자는 제안은 계속 있어왔다. 예를 들면 1996년 11월 호주의 '모범형법 위원회 토론 문서'(Australian Model Criminal Code Officer's Committee discussion paper)인 '성범죄' 문서가 그렇다. 이 문서는 여론의 격렬한 반대에 부딪혀 위원회가 스스로 철회했다. 이 문서의 옹호자들은 격렬한 반대가 부모 자식간 성관계를 허용한다는 오해때문에 빚어진 것이라고 주장했다.
미국의 연방대법원의 '로런스 대 텍사스 주' 판례(539 U.S. 558 2003)가 있다. 이 판결은 동성간 비역을 범죄로 규정하는 법률이 헌법에 불합치한다는 것이다. 이후 이 판결과 같은 논리로 성인간 동의에 의한 사적 성행위를 불법으로 규정하는 법률은 헌법에 불합치한다는 주장이 나왔다. 몇몇 시민 자유 옹호주의자들은 동의에 의한 모든 사적 성행위는 합법이어야만 하고 이를 불법화한 법률은 인권침해라고 주장했다. '무스 대 프랭크' 판례(412 F.3d 808)에서 미국의 '제7 순회 항소 법원'(7th U.S. Circuit Court of Appeals)은 동성연애에 관한 이 사건에 대해 '로런스 대 텍사스 주' 판례를 적용하지 않았다. 하지만 판결은 다소 의견이 혼합된 것이었다. 연방대법원은 이 사건의 상고를 기각했다.
프랑스에서 근친상간은 범죄가 아니다. 근친상간 법은 200년 전 나폴레옹에 의해 폐지되었는데 그 이유는 명확하지 않다. 자녀에 대한 근친상간은 프랑스 법으로 처벌받지만 성인간에는 괜찮다.
스웨덴은 같은 부모를 가진 남매가 결혼하는 것을 허용하는 유럽의 유일한 나라이다. 단, 이 경우 지방법원의 허가가 필요하다. 그 외 남매간 근친상간에 대한 법적 처벌 또는 규제는 없으며, 자녀에 대한 근친상간은 미성년 대상 성범죄로서 강력 처벌한다.
2007년 독일의 남매 파트릭 슈튀블링과 주잔 카롤레프스키는 자기들이 성적 관계를 계속하기 위해서는 독일의 근친상간 법이 폐지되어야 한다고 주장했다. 그 둘은 같은 집안에서 태어났지만 주잔이 태어났을 때 파트릭은 같이 살지 않았고 2000년 처음 만났다. 2002년에서 2006년 사이 그들은 4명의 자녀를 가졌다. 자녀중 셋은 다른 사람의 양육에 맡겨졌다. 두 명의 아이는 장애가 있는데 근친교배에 의한 것일 수도 있고 조산에 의한 것일 수도 있다. 남매의 변호사인 엔드리크 빌헬름은 근친상간 금지를 없애려고 독일의 최고 법원인 연방헌법재판소에 상고를 제출했다. 그 법은 근친교배에 의한 정신적, 신체적 불구만을 방지하려는 잘못된 개념이기에 고통을 겪고 있다는 것이다.

### 임신 중절
임신 중절에 관한 의견도 최근 논란이 되고 있다. 미국의 프로 라이프 파가 이런 경우의 임신 중절을 위법화하려고 하는 것에 대해, 그것에 반대하는 목소리도 강하다. 사우스다코타 주에서는 2006년 2월, 강간이나 근친상간에 의한 것을 포함하는 모든 임신 중절을 중죄화하는 법률이 가결되었지만, 2006년 11월에는 주민 투표에 의해 반대 다수로 폐지되었다. 대한민국에서는 혈족에 한해 혼인이 불가능한 근친상간으로 인한 임신(8촌 이내)에 대해 낙태가 허용된다.

## 역사

### 고대 ~ 중세

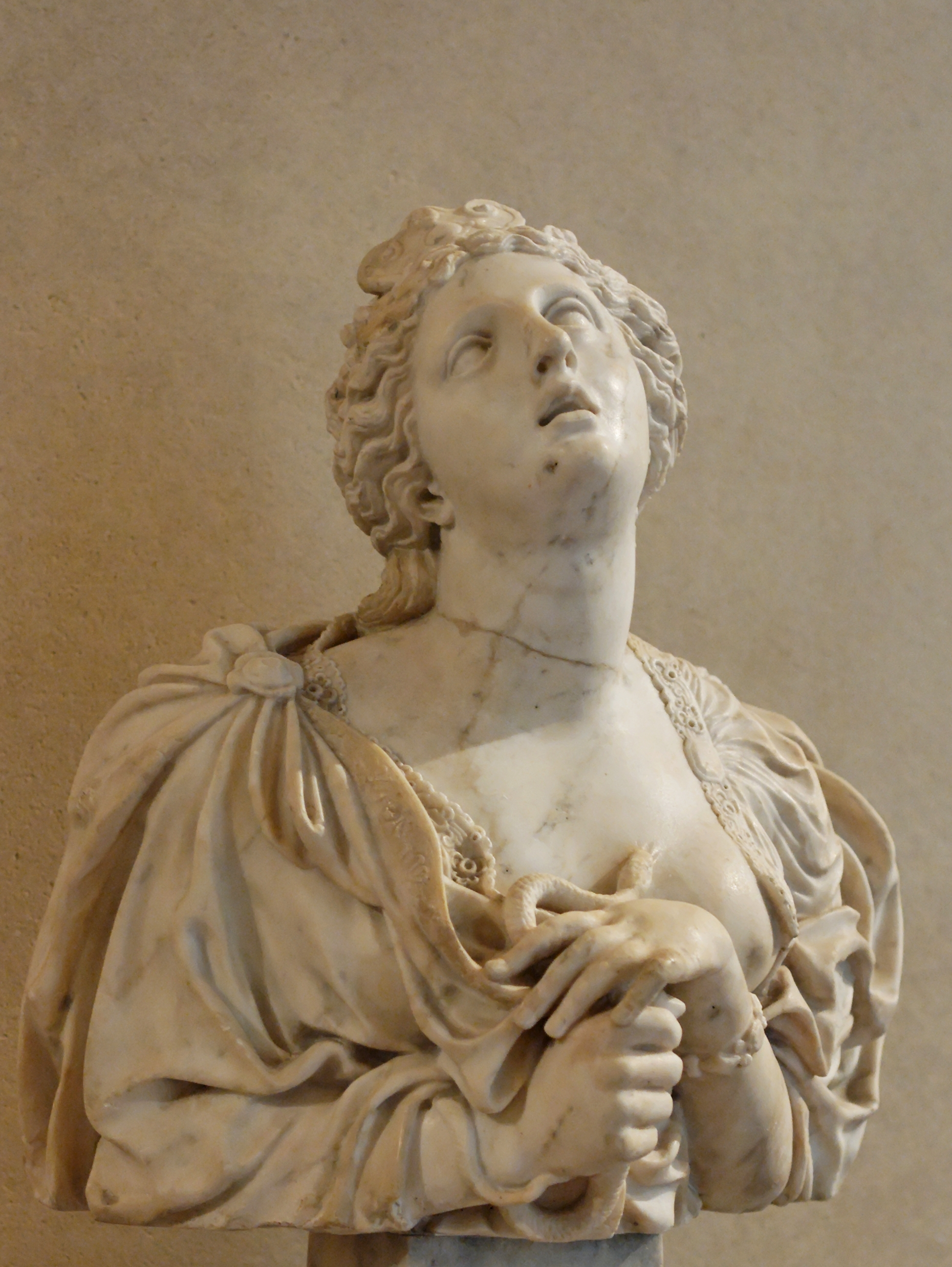
클레오파트라 7세

고대 이집트에서 군주(파라오)가 되기 위해서는 제 1황녀와 혼인하여 그녀의 남편이 되어야만 했다. 즉, 파라오는 제 1황녀인 황후가 살아있어야만 왕권을 행사할 수 있었던 것이다. 이 때문에 고대 이집트의 왕가에서 역대 파라오는 황후가 자신보다 먼저 죽을 경우 일어날 지도 모를 퇴임 논란을 미연에 방지하고자 혈족에 상관없이 가족내 모든 여인과의 혼인을 빈번하게 가졌다. 그 예로, 이집트의 여왕 클레오파트라 7세가 남동생인 프톨레마이오스 13세와 결혼하여 죽인 후, 그보다 더 어린 남동생인 프톨레마이오스 14세와 결혼한 것을 들 수 있다.
구약성서에도 근친상간에 대한 언급이 있다. 사무엘하 13장 1절에서 30절에 따르면, 다윗 왕의 아들 압살롬의 여동생 다말을 이복오빠인 암논이 강간하자, 이를 안 압살롬이 원한을 품고 있다가 대궐 잔치만큼 크게 차린 연회에서 술에 취해 거나해진 암논을 살해했다는 기록이 있다. 또한 중국 춘추 시대 제나라의 양공은 후계자 시절 자기의 누이였던 문강(文姜, 노 환공의 부인)과 간통한 사례가 있다.
고대 로마 제국에서는 칼리굴라 황제가 자신의 여동생인 드루실라, 소(小) 아그리피나, 율리아, 리비아와 차례대로 성적 관계를 맺었다는 풍설이 나돌았지만 각색이 많아 어디까지가 사실이고 어디까지가 거짓인지는 아직도 불분명하다. 또한 칼리굴라와 근친상간을 했을 것으로 여겨지는 누이 가운데 한 사람인 소 아그리피나는 나중에 숙부인 클라우디우스 황제와 결혼한 데다가, 전남편 아헤노바르부스와의 사이에서 태어난 아들 네로와도 성관계를 가졌을 것이라는 소문이 있다.

### 근세 ~ 근대
잉카 제국에서는 종교관에 따라 황실 혈통의 순수성을 지키기 위한 차원에서 근친혼을 유지하였다. 하지만 14대에 걸쳐 근친혼이 이어졌음에도 불구하고 특별히 건강상의 문제는 일어나지 않았다.
교황 알렉산데르 6세의 사생아인 루크레치아 보르지아는 오빠인 체사레 보르지아와 근친상간을 했었다는 소문이 있었으나 어디까지나 그냥 소문일 뿐, 진위여부는 확실하지 않다. 덧붙여 유럽의 왕족 및 귀족 사회에서는 혈연이 가까운 사람끼리 결혼하는 경우가 많은데 이로 인해 혈우병이 생겨나 골치 아프게 되었다.
중세 유럽에서는 이러한 일을 불법이라고 호소한 경우가 적지 않았다. 유명한 일로 잉글랜드의 헨리 8세가 자신의 왕비인 아라곤의 캐서린과 앤 볼린과 이혼하기 위한 핑계로 형제의 아내를 취하지 말라는 레위기의 구절을 예시로 그녀들이 각각 자신의 형의 아내였다는 점과 오빠인 조지 볼린과 근친상간을 하였다고 주장한 일을 들 수 있다. 덧붙여 그녀들의 딸들은 메리 1세와 엘리자베스 1세이다. 또한 마녀들이 잔치를 벌이는 연회에서는 아들은 어머니와, 형제는 자매와 성교를 한다는 이야기가 나돌았다.

## 종교적 관점

### 성경
성경의 레위기에서 가족 내 여러 경우에서의 성관계 금지를 정해 놓았다. 아버지와 딸, 어머니와 아들, 그 외 여러 경우가 죽음의 형벌로써 금지되었다. 아버지와 딸의 금지 뿐 아니라 자신이 성관계를 가진 여자의 딸과도 금지된다. 이렇게 해서 자신의 딸 뿐 아니라 자신과는 피가 섞이지 않은 여자와도 근친상간의 금지가 생긴다. 아주머니와 남자조카 사이도 금지된다.

### 이슬람
꾸란의 4번째 장인 수라 안니사에서 남자가 그의 어머니, 딸, 누이, 고모, 이모, 여자조카와 성관계를 갖는 것을 금한다. 유모와의 관계도 금한다. 그러나 한편 이슬람에서는 사촌이나 더 먼 친척간의 결혼을 허용한다. 이슬람은 결혼의 경우에만 성관계를 허용한다.

### 힌두교
힌두교는 근친상간을 아주 싫어한다. 힌두 사람들은 근친상간의 악영향을 매우 공포스럽게 생각한다. 그래서 내부혼과 외부혼에 대해 엄격한 규칙을 정했다. 결혼은 같은 카스트 내의 다른 가계나 다른 혈통 사이에 해야한다.

## 근친상간을 소재로 하는 작품

### 영화
- 타부 시리즈
- 헌티드
- 투 마더스
- 올드보이
- 내가 사랑하는 여동생

### 성인용 PC 게임
- 틀:나라자료 일본인의근친혼 마마! 아내?

## 같이 보기
- 씨족

## 읽을거리
- 《구약성서의 여성들》/이경숙 지음/대한기독교서회,1994.-바쎄바편과 구약성서에 나타난 성폭력과 여성옹호편에 근친상간 및 성폭력에 대한 언급이 있다.
- Adams, Kenneth, M., Silently Seduced: When Parents Make Their Children Their Partners, Understanding Covert Incest, HCI, 1991.
- Adams, Kenneth, M., When He's Married to His Mom: How to Help Mother-Enmeshed Men Open Their Hearts To True Love, Fireside, 2007.
- Anderson, Peter B., and Cindy Struckman-Johnson, Sexually Aggressive Women: Current Persectives and Controversies, Guilford, 1998.
- Bagnall, Roger S. and Bruce W. Frier, The demography of Roman Egypt: Cambridge, 1994
- Bixler, Ray H. "Comment on the Incidence and Purpose of Royal Sibling Incest," American Ethnologist, 9(3) (Aug. 1982), pp. 580–582.
- Blume, E. Sue, Secret Survivors: Uncovering Incest and its Aftereffects in Women, Ballantine, 1991.
- DeMilly, Walter, In My Father's Arms: A True Story of Incest, University of Wisconsin Press, 1999.
- Elliot, Michelle, Female Sexual Abuse of Children, Guilford, 1994.
- Forward, Susan (1990). 《Toxic Parents: Overcoming Their Hurtful Legacy and Reclaiming Your Life》. Bantam. ISBN 0-553-28434-7.
- Gil, Eliana, Treating Abused Adolescents, Guilford, 1996.
- Herman, Judith, Father-Daughter Incest, Harvard University Press, 1982.
- Hislop, Julia, Female Sexual Offenders: What Therapists, Law Enforcement, and Child Protective Services Need to Know, Issues, 2001.
- Leavitt, G. C. "Sociobiological explanations of incest avoidance: a critical claim of evidential claims", American Anthropologist 92: 971-993, 1990
- Lew, Mike, Victims No Longer: Men Recovering from Incest and Other Sexual Child Abuse, Nevraumont, 1988.
- Lewis, Naphtali, Life in Egypt under Roman Rule: Oxford, 1983
- Lobdell, William, "Missionary's Dark Legacy," Los Angeles Times, Nov. 19, 2005, p. A1.
- Love, Pat, Emotional Incest Syndrome: What to Do When a Parent's Love Rules Your Life, Bantam, 1991.
- Méndez-Negrete, Josie, Las hijas de Juan: Daughters Betrayed, Duke University Press, 2006. ISBN 978-0-8223-3896-3
- Miletski, Hani, Mother-Son Incest: The Unthinkable Broken Taboo, Safer Society, 1999.
- Miller, Alice, That Shalt Not Be Aware: Society's Betrayal of the Child, Farrar Strauss Giroux, 1983.
- Pryor, Douglass, Unspeakable Acts: Why Men Sexually Abuse Children, New York University Press, 1996.
- Rosencrans, Bobbie, and Eaun Bear, The Last Secret: Daughters Sexually Abused by Mothers, Safer Society, 1997.
- Scruton, Roger, Sexual Desire: A Moral Philosophy of the Erotic, Free Press, 1986.
- Shaw, Brent D., Explaining Incest: Brother-Sister Marriage in Graeco-Roman Egypt, Man, New Series, Vol. 27, No. 2 (Jun., 1992), pp. 267–299 JSTOR article
- Shaw, Risa, Not Child's Play: An Anthology on Brother-Sister Incest, Lunchbox, 2000.
- Tyldesley, Joyce, Ramesses: Egypt's Great Pharaoh: London, 2000.